# 箕子
箕子（？—？），子姓，名胥餘。商朝宗室、官員，帝文丁之子，帝乙之弟，帝辛（纣王）叔父，官太师，封于箕（今山西太谷，榆社一带）。曾劝谏纣王，惟纣不听，反囚禁之。於是他披頭散髮、裝瘋賣傻以躲過災禍。周武王克殷后，命召公释放箕子。武王曾向箕子询問治国之道，记载于《尚书·洪范》。
《論語·微子第十八》中记载箕子与微子、比干合称「殷有三仁」。元朝時追封爲仁獻公。據《淇縣縣志》記載，河南淇縣有「三仁廟」，奉祀微子、箕子、比干，配祀先師孔子、孟子、曾子、陽明子、文昌君。亦縣塾所在，邑民頗奉香火，太平天國時被毀。
根据司馬遷《史记》說法，箕子晚年統治朝鮮。另傳說，箕子死後被朝鲜民族追谥為大圣王，《舊唐書》中說箕子也被朝鲜民族奉為神祇祭祀。《舊唐書·卷199上》记载，后世的高句丽“頗有箕子之遺風”，“其俗多淫祀，事靈星神、日神、可汗神、箕子神”。在平壤牡丹峰腳下原有箕子陵，1959年被金日成下令拆毀。

## 史料中的箕子朝鲜
据《史记》记载箕子朝鲜据说是商朝的宗室箕子建立，典籍中最早出现“朝鲜”一词的是《尚书大传》中周武王封箕子于朝鲜之地。有謂“朝鮮”即“朝日鮮明”之意，“朝”讀如“朝日”的“朝”；但在《史记》卷一百一十五朝鲜列传第五十五“集解”引张晏云：“朝鲜有湿水、洌水、汕水，三水合为洌水，疑乐浪朝鲜取名于此也。”索隐云：“朝音潮，直骄反，鲜音仙。以有汕水，故名也。汕一音讪。”史记中也有周武王封箕子于朝鲜之地。《山海经·海内经》曰：“东海之内，北海之隅，有国名朝鲜”。
《今本竹書紀年》殷紀中记载纣王五十一年‘冬十一月戊子，周師渡孟津而還。王囚箕子，殺王子比干，微子出奔。’，但记载箕子的这两本古书并没有提及箕子从中国迁徙到朝鲜或者箕子建立朝鲜的描述。
一部分考古发现表明被认为是箕子封地的朝鲜（今辽东，朝鲜）琵琶型的铜剑在外形和金属成分上与同期中国其他地区的类似武器有所不同，但礼器、生活器具则大体相当。
有一种观点认为箕子朝鲜的疆界是随着时间推移而变动的，起初与孤竹国一同处于辽西地区，有辽西出土的殷晚期青铜器中，方鼎内底中心有铭文“其侯”为佐证。后来由于燕国的强大而退居辽东和朝鲜。《魏略》中记载“秦开攻其西方，取地二千余里，至满潘汗为界。朝鲜遂弱”。

箕子朝鲜然后被卫满朝鲜所灭。汉武帝时灭了卫满朝鲜。

## 外部連結
- 簡介 （页面存档备份，存于）